# ゲシン・ジェンキンス
ゲシン・ジェンキンス（Gethin Jenkins、1980年11月17日 - ）は、ウェールズの元ラグビー選手。

## プロフィール
- ウェールズ、ランビット・ファドレ出身。
- ポジションはプロップ(PR)。
- 身長 188cm、体重 121kg
- ウェールズ代表通算キャップ数は129。
- ラグビーワールドカップ2003・ラグビーワールドカップ2007・ラグビーワールドカップ2011・ラグビーワールドカップ2015のウェールズ代表に選ばれた[1]。
- ブリティッシュ・アンド・アイリッシュ・ライオンズに選ばれたことがある[2]。

## 略歴
ポンティプリッド、セルティック・ウォリアーズ、カーディフ・ブルーズ、RCトゥーロンを経て、2013年、カーディフ・ブルーズに復帰。
2018年、現役を引退した。